# Ingrid Jonker
Ingrid Jonker (Kimberley, 19 settembre 1933 – Three Anchor Bay, 19 luglio 1965) è stata una scrittrice sudafricana che ha ricevuto l'Ordine di Ikhamanga.

## Biografia

### Infanzia e prima parte della carriera letteraria
Jonker è nata a Douglas, una città vicino a Kimberley. I suoi genitori Abraham Jonker e Beatrice Cilliers si separarono dopo la sua nascita e sua madre tornò nella sua vecchia casa insieme a Ingrid, l'altra figlia Anna e i suoi genitori. In seguito i nonni di Ingrid si stabilirono in una fattoria vicino a Città del Capo. Cinque anni dopo, suo nonno morì e le quattro donne si trovarono in gravi difficoltà finanziarie.
Quando nel 1943 morì la madre di Jonker, quest'ultima e sua sorella maggiore Anna furono mandate al Wynberg Women's College di Città del Capo, dove Ingrid iniziò a scrivere poesie per la rivista del college.
Più tardi, si stabilirono con il padre, la sua terza moglie e i figli. Questa famiglia trattava le due sorelle come estranee, il che causava molte controversie tra Ingrid e suo padre.
Ingrid Jonker iniziò a scrivere poesie all'età di sei anni, e a sedici anni iniziò a scriversi con il poeta e scrittore sudafricano D.J. Opperman, che ebbe una grande influenza su di lei.
Il suo primo libro di poesie africane Na die somer (Dopo l'estate) fu scritto prima dei tredici anni, ma le fu consigliato di aspettare a pubblicarlo. La sua prima opera pubblicata Ontvlugting (Scappare) è del 1956.

### Età adulta e carriera
Jonker sposò Pieter Venter nel 1956, la loro figlia Simone nacque nel 1957. La coppia si trasferì a Johannesburg, ma tre anni dopo si separarono e Jonker e sua figlia tornarono a Città del Capo.
Quando suo padre, anche scrittore, editore e parlamentare, fu nominato presidente della commissione parlamentare responsabile delle leggi sulla censura in materia d'arte, pubblicazioni e intrattenimento, sua figlia si oppose con veemenza alle leggi sulla censura che era incaricato di far rispettare e le loro differenze politiche divennero pubbliche. La tensione tra i due era così grande che in uno dei suoi discorsi al parlamento, suo padre disse addirittura che non era sua figlia. Inoltre, in quel periodo, aveva due storie d'amore con gli scrittori, Jack Cope e André P. Brink. Rimase incinta di uno di loro ed ebbe un aborto (un crimine in Sudafrica a quel tempo).
La depressione causata dal rifiuto di suo padre e dal suo aborto costrinse Ingrid ad entrare nell'ospedale psichiatrico di Valkenberg nel 1961.
La sua prossima raccolta di poesie Rook en oker (Fumo e Ocra) tardò ad apparire a causa del punto di vista conservatore dei suoi editori, fu poi pubblicata nel 1963. Ricevette ottime recensioni da personaggi letterari, ma non fu ben accolta dal pubblico. Più tardi, Ingrid divenne membro dei Die Sestigers (insieme a Breyten Breytenbach, André P. Brink, Adam Small e Bartho Smit), un gruppo che sfidava le norme letterarie stabilite della lingua africana.
Con Rook en oker, Jonker vinse il premio letterario Afrikaans Pers-Boekhandel da £ 1000 (Editori di libri africani) e una borsa di studio della Anglo-American Corporation. Con tutti quei soldi, si finanziò un viaggio in diversi paesi europei: Regno Unito, Paesi Bassi, Francia, Spagna, Portogallo, per i quali chiese a Jack Cope di accompagnarla, ma egli rifiutò, e decise quindi di fare il viaggio con André P. Brink. Andarono a Parigi e a Barcellona. Durante questo viaggio, Brink decise di non lasciare la moglie per Jonker e tornò quindi in Sudafrica. Poco dopo lei tornò a Città del Capo. Successivamente pubblicò la sua ultima raccolta di poesie Kantelson (Sole fluttuante).

### Morte
La notte del 19 luglio 1965, Jonker andò a Three Anchor Bay, a Città del Capo, dove si suicidò annegando in mare. Sentendo la notizia della sua morte, suo padre disse: "Per quanto mi riguarda, possono gettarla di nuovo in mare".

## "Copyright" e manoscritti
Dopo la morte di Jonker, i diritti d'autore e il controllo della sua proprietà letteraria e dei documenti furono assegnati a Jack Cope dal giudice. Egli creò la "Ingrid Jonker Foundation" e la diresse fino alla sua morte nel 1991. La figlia di Jonker divenne in seguito beneficiario e i diritti d'autore continuano a finanziare la fondazione.
I manoscritti di Jonker furono trasferiti al National English Literary Museum (NELM) a Makhanda. La sorella Anna li prese in prestito con l'intenzione di realizzare una biografia di Ingrid Jonker. Tuttavia, dopo la morte di Anna, i manoscritti furono trasmessi a sua figlia, Catherine de Villiers, che viveva nelle tenute della scrittrice Jan Rabie e dell'artista Marjorie Wallace. Poiché la famiglia De Villiers non aveva spazio per conservarli, Catherine trasferì i manoscritti nella casa di suo fratello Anthony Bairos. Bairos vendette i manoscritti a Gerrit Komrij, che li tiene a casa sua in Portogallo per l'amico Henk van Woerden, che intende finalmente scrivere la biografia di Ingrid Jonker.

## Eredità
Le sue poesie sono state tradotte in diverse lingue e i suoi amici gli hanno reso omaggio creando il Premio Ingrid Jonker nel 1965. Questo premio annuale per il miglior scrittore in inglese o africano consiste in £1000 e una medaglia.
Nelson Mandela lesse la sua poesia Il ragazzo (che è stato ucciso a colpi d'arma da fuoco dai soldati di Nyanga), durante l'apertura del primo parlamento democratico il 24 maggio 1994.
L'Opera teatrale: Ingrid Jonker di Ryk Hattingh, eseguita al National Arts Festival di Grahamstown con Jana Cilliers, è stata eseguita nel 2002.
Nell'aprile 2004, il governo sudafricano gli conferì postumo l'Ordine di Ikhamanga per "il suo eccellente contributo alla letteratura e l'impegno nella lotta per i diritti umani in Sudafrica" .
Molte delle sue poesie sono diventate canzoni di Laurika Rauch, Anneli van Rooyen o Chris Chameleon.
Nel 2005 Chris Chameleon (noto membro del gruppo Boo!) pubblicò l'album Ek Herhaal Jou (Ti ripeto), con una serie di poesie di Ingrid Jonker cantate nel 40 ° anniversario della sua morte. Comprendeva canzoni come "Bitterbessie Dagbreek" (Alba agrodolce), "Lied van die gebreekte Riete" (Cantando sulle canne morte) o "Ontvlugting" (Scappare).
Nel 2007, la regista sudafricana Helena Nogueira, originaria del Mozambico, realizzò il documentario Ingrid Jonker, Le sue vite e il suo tempo, sul quale si basò in seguito il film Tutto ciò che si rompe nello stesso anno e diretto dalla stessa regista, prodotto da David Parfitt (Shakespeare in Love), Charles Moore (Schindler's List) e Shan Moodley.
L'attrice olandese Carice van Houten reciterà nel film Fumo e Ocra, basato sulla vita di Jonker.